# Sisyrinchium scalarium
Sisyrinchium scalarium là một loài thực vật có hoa trong họ Diên vĩ. Loài này được Ravenna mô tả khoa học đầu tiên năm 2002.